# Селіо Феррейра дос Сантос
Селіо Феррейра дос Сантос або просто Селіо (порт.-браз. Célio Ferreira dos Santos, нар. 20 липня 1987, Паракату, штат Мінас-Жерайс, Бразилія) — бразильський футболіст, захисник клубу «Муанг Тонг Юнайтед».

## Життєпис
Селіо є вихованцем клубу УРТ. У 2006 році він розпочав свою професійну кар'єру в клубі «Ферровіаріу» (Фортелаза), звідки перейшов у «Понте-Прету». У 2009 році він грав за «Каксавел» та «Віла Аурора».
У березні 2010 року він перейшов в китайський клуб «Бейцзинь Женьхе», щоб замінити захисника збірної Китаю Вань Хоуляна, який вибув з ладу до кінця сезону. Селіо був звільнений «Женьхе» в червні 2010 року і в липні перейшов у «Белененсеш» з Сегунда Дивізіону. 11 вересня 2010 року зіграв перший поєдинок у чемпіонаті, проти ФК «Пенафієла». Загалом у складі португальського клубу зіграв у 17 матчах чемпіонату та 2-ох поєдинках національного кубку.
По завершенні сезону Селіо знову змінив клуб. На той час бразилець, як правило, у кожній команді не затримувався довше, ніж на один сезон. У сезоні 2011/12 років грав за «Дачію», з якою став віце-чемпіоном Молдови. У складі молдовського клубу провів два поєдинки першного кваліфікаційного раунду Ліги Європи УЄФА 2012—2013. Потім тренер «Дачії» Ігор Добровольський порекомендував бразильця наставнику «Таврії» Олегу Лужному. Селіо протягом тижня тренувався з «Таврією» і справив хороше враження на тренерський штаб, після чого було прийнято рішення придбати футболіста. Селіо підписав з командою 4-річний контракт. Після розформування клубу в травні 2014 році залишив Крим. Після цього виступав в Ірані та ОАЕ. У 2016 році знову повернувся до Бразилії, де став гравцем клубу «Аваї». 25 липня 2016 року переїхав до клубу «Улсан Хенде» з Південної Кореї. З 2017 року захищає кольори тайського клубу «Муанг Тонг Юнайтед»

### Скандал з громадянством
Під час допиту прем'єр-міністра Східного Тимору в 2016 році, стало відомо, що Селіо Сантос був одним із семи бразильських футболістів, які отримали фальшиві документи про хрещення в Католицькій Церкві Тимору, для того, щоб претедувати на тиморське громадянство.
На той час усі сім бразильців виступали в Азії, але лише Жуніньйо виступав за національну збірну Східного Тимору.
Тим не менше невідомимзалишається й час отримання тиморського громадянства, незважаючи на те, що Селіо не має жодної законої підстави на отримання тиморського громадянства (родинних зв'язків або походження з цієї країни)

## Досягнення
- Про-ліга Перської затоки
  -  Срібний призер (1): 2014/15

- Національний дивізіон Молдови
  -  Срібний призер (1): 2011/12